# Натолін (Радомський повіт)
Натолін (пол. Natolin) — село в Польщі, у гміні Єдльня-Летнісько Радомського повіту Мазовецького воєводства.
Населення — 193 особи (2011).

## Демографія
Демографічна структура станом на 31 березня 2011 року:
|          | Загалом | Допрацездатний вік | Працездатний вік | Постпрацездатний вік |
| -------- | ------- | ------------------ | ---------------- | -------------------- |
| Чоловіки | 89      | 25                 | 53               | 11                   |
| Жінки    | 104     | 23                 | 60               | 21                   |
| Разом    | 193     | 48                 | 113              | 32                   |